# الخادم الأسود (فلم)
الخادم الأسود (باليابانية: 黒執事، بالروماجي: كُوروشيتسوجي) هو فيلم ياباني من نوع خيال وحركة تدور أحداثه في حقبة تاريخية، صدر عام 2014، من إخراج كينتارو أوتاني وكيئيشي ساتو. الفيلم مبني على سلسلة مانغا يابانية تحمل نفس الاسم من تأليف يانا توبوسو.

## القصة
تدور أحداث الفيلم في عالم بديل يستوحي أجواء الحقبة الفيكتورية، وينقسم فيه العالم إلى قوتين عظيمتين: الغرب الذي تحكمه الملكة، والشرق الذي له نظام مستقل. الملكة تسيطر على مجريات الأمور العالمية من خلال عملاء يُعرفون بـ"كلاب الملكة".
تلعب الشابة "كيوهارا جينبو" دور أحد هؤلاء العملاء السريين، وتخفي هويتها الحقيقية كامرأة، متقمصة شخصية رجل للحفاظ على إرث عائلتها التجاري "شركة فانتوم للألعاب"، إذ يُشترط أن يكون الوريث ذكرًا. بعد أن فقدت والديها، أبرمت كيوهارا عقدًا شيطانيًا مع الخادم "سيباستيان ميكايليس"، الذي يخدمها بإخلاص مقابل روحها، لمساعدتها في الانتقام من المسؤولين عن مذبحة أسرتها.
تعيش كيوهارا في قصرها برفقة سيباستيان، والخادمة العاثرة "رين"، والموظف الكبير "تاناكا". في خضم مهامها، تُكلّف بالتحقيق في سلسلة من الجرائم الغامضة راح ضحيتها شخصيات بارزة تُركت أجسادهم جافة وكأنها محنطة. وكان آخر الضحايا سفير الملكة "أنتوني كامبيل".
وفي الجانب الآخر، يشتبه أحد مسؤولي وزارة أمن الدولة الشرقية في وجود "كلب للملكة" في المنطقة، ويعتبره تهديدًا يجب القضاء عليه. في أثناء تحريه، يكتشف الضابط "توكيزاوا" أن عائلة "جينبو" كانت تُعرف سابقًا باسم "فانتومهايف" في إنجلترا قبل انتقالها إلى اليابان.
يقود التحقيق كيوهارا وسيباستيان إلى نادٍ سري خاص بالأثرياء، حيث تتنكر كيوهارا وترافقها رين، لكنهما يقعا في قبضة "كوجو"، مدير شركة أدوية مشبوهة. خلال احتفال في النادي، يُقدَّم مخدر جديد قاتل يُدعى "نيكروزيس"، يؤدي إلى نزيف وتشوه أجساد الضحايا. بعد محاولة فاشلة لإنقاذ الموقف، يتمكن سيباستيان من التدخل وإنقاذ سيدته وخادمتها.
يتضح لاحقًا أن العمة الشريرة لكيوهارا تقف وراء تصنيع هذا السم البيولوجي، وتسعى لاستخدامه في هجوم واسع النطاق انتقامًا من شقيقتها (والدة كيوهارا) التي خطفَت قلب الرجل الذي أحبته. وبعد سلسلة من المواجهات، ينجح سيباستيان في الإيقاع بالعمة، ويُعطى الترياق لكيوهارا لتفادي آثار السم.
في النهاية، تُرسل كبسولات "نيكروزيس" المتبقية مع رسالة تحذر من استخدامها مستقبلًا، بينما يُكشف أن المسؤول الحكومي الذي أراد القضاء على كيوهارا هو نفسه جزء من المنظمة التي اغتالت والديها.
تنتهي القصة بلحظة إنسانية مؤثرة حين تطلب كيوهارا من سيباستيان أن يبقى إلى جانبها حتى تنام، وترى فيه صورة والدها، فتبتسم لأول مرة منذ مأساتها.
القصة

## طاقم التمثيل
هيرو ميزوشيما بدور سيباستيان ميكايليس
آيامي غوركي بدور الكونت كيوهارا جينبو (شيوُري)
يوكا بدور هانائي واكاتسوكي
ميزوكي ياماموتو بدور رين / لين
تومومي ماروياما بدور أكاشي
ماتسوتو إيبُو بدور شينبي كوزو
تاكورو أونو بدور تاكاكي ماتسوميا
يو شيروتا بدور تشارلز بينيت ساتو

## الاستقبال النقدي
حصل الفيلم على تقييمات متباينة من النقاد. من جهته، منح ديريك إيلي من موقع Film Business Asia الفيلم تقييمًا قدره 3 من 10، واصفًا إياه بأنه "فشل على جميع المستويات"، ومشيرًا إلى أن الإخراج كان "ثقيل الظل"، والبناء الدرامي "رديء" مع "شرح مربك للأحداث"، وأضاف أن "الحوارات كانت مملة، وحتى مشاهد الحركة عندما ظهرت، لم تكن بالمستوى المطلوب".
أما صحيفة الغارديان فقد منحت الفيلم ثلاث نجمات من أصل خمس، وذكرت أن "التمثيل والحوار يعانيان من بعض الجمود، لكن للفيلم جاذبية خاصة تجعله مشوقًا لعشاق الأعمال الغريبة ذات الطابع الكيتشي".
ووصفت صحيفة ذا تايمز الفيلم بأنه "غريب بشكل مثير للاهتمام"، ومنحته ثلاث نجمات من خمس أيضًا.